# Hagenulopsis ramosa
Hagenulopsis ramosa är en dagsländeart som beskrevs av Lugo-ortiz och Mccafferty 1996. Hagenulopsis ramosa ingår i släktet Hagenulopsis och familjen starrdagsländor. Inga underarter finns listade i Catalogue of Life.